# Cadaqués
Cadaqués település Spanyolországban, Girona tartományban. Cadaqués El Port de la Selva és Roses községekkel határos. Lakosainak száma 2918 fő (2024).

## Népesség
A település népessége az elmúlt években az alábbi módon változott:
| Lakosok száma | 708  | 1543 | 1315 | 1048 | 1639 | 2730 | 2860 | 2820 | 2712 | 2918 |
|               | 1717 | 1887 | 1936 | 1960 | 1986 | 2004 | 2009 | 2014 | 2019 | 2024 |